# Banda (rádio)

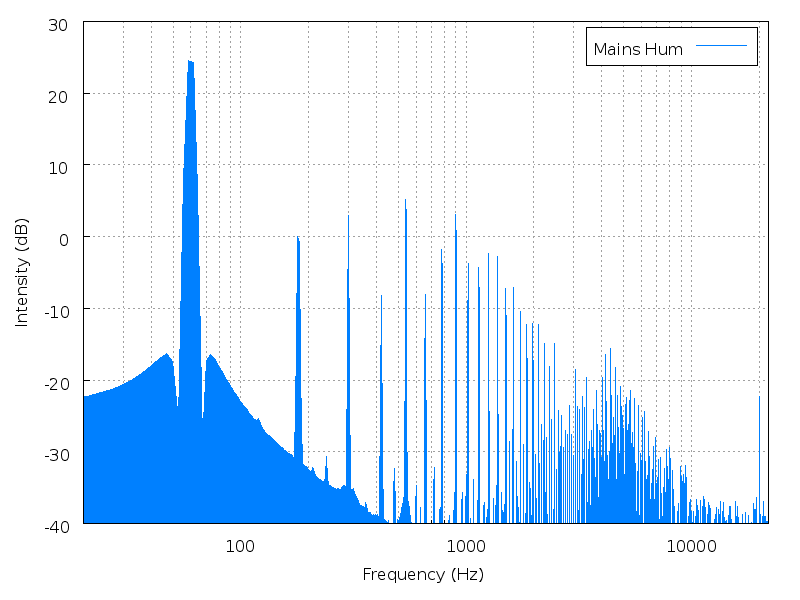
Espectro de zumbido da rede elétrica

Uma banda é uma subsecção do espectro electromagnético usado para as frequências de radiocomunicação.
Normalmente a entidade nacional reguladora (como a FCC nos EUA, a ANACOM, em Portugal, e a ANATEL no Brasil) determina o uso destas bandas na forma de canais, cada faixa usada para um determinado propósito. Por exemplo:
- Rádio AM (530–1700 kHz)
- Rádio de Ondas Tropicais (2300 kHz-5060 kHz)
- Rádio de ondas curtas (5.9–26.1 MHz)
- Banda do cidadão (27 MHz)
- TV canais 2–6 (54–88 MHz)
- Rádio FM (88–108 MHz)
- Rádio para Controle de tráfego aéreo (108–136 MHz)
- TV canais 7–13 (174–216 MHz)
- Banda L (1452–1492 MHz) para rádio digital (Digital Audio Broadcasting - DAB)
  - Bandas L1 (1575.42 MHz), L2 (1227.60 MHz), L3 (1381.05 MHz), L4 (1379.913 MHz) e L5 (1176.45 MHz), para GPS.
- Banda C (3.9 a 6.4 GHz) usado para comunicação via satélite
- Rádio amador
- Bandas para uso militar
  - Banda X 8–10 GHz
  - Banda S 1750–2400 MHz
- Banda K (20–40 GHz), que é subdividida em:
  - Banda Ka: K-above band, 27–40 GHz, usada para radar e comunicação geral.
  - Banda Ku: K-under band, 12–18 GHz, usada para comunicação via satélite.
- Radionavegação por radiofarol, tal como LORAN
- Banda V (50–75 GHz)

Cada uma dessas bandas tem um plano básico que dita como deve ser usado e compartilhado, de modo a evitar interferência, e para definir protocolos de comunicação que permitam a compatibilidade entre transmissores e receptores;
Note que, por razões da física das ondas eletromagnéticas, as bandas são dividas em comprimentos de onda de 10n metros, ou frequências de 3×10n Hertz. Por exemplo, 30 MHz ou 10 m separam ondas curtas de VHF. Estas são as partes do espectro de rádio, e não sua frequência alocada (veja alocação de frequências).